# Czuczor Gergely

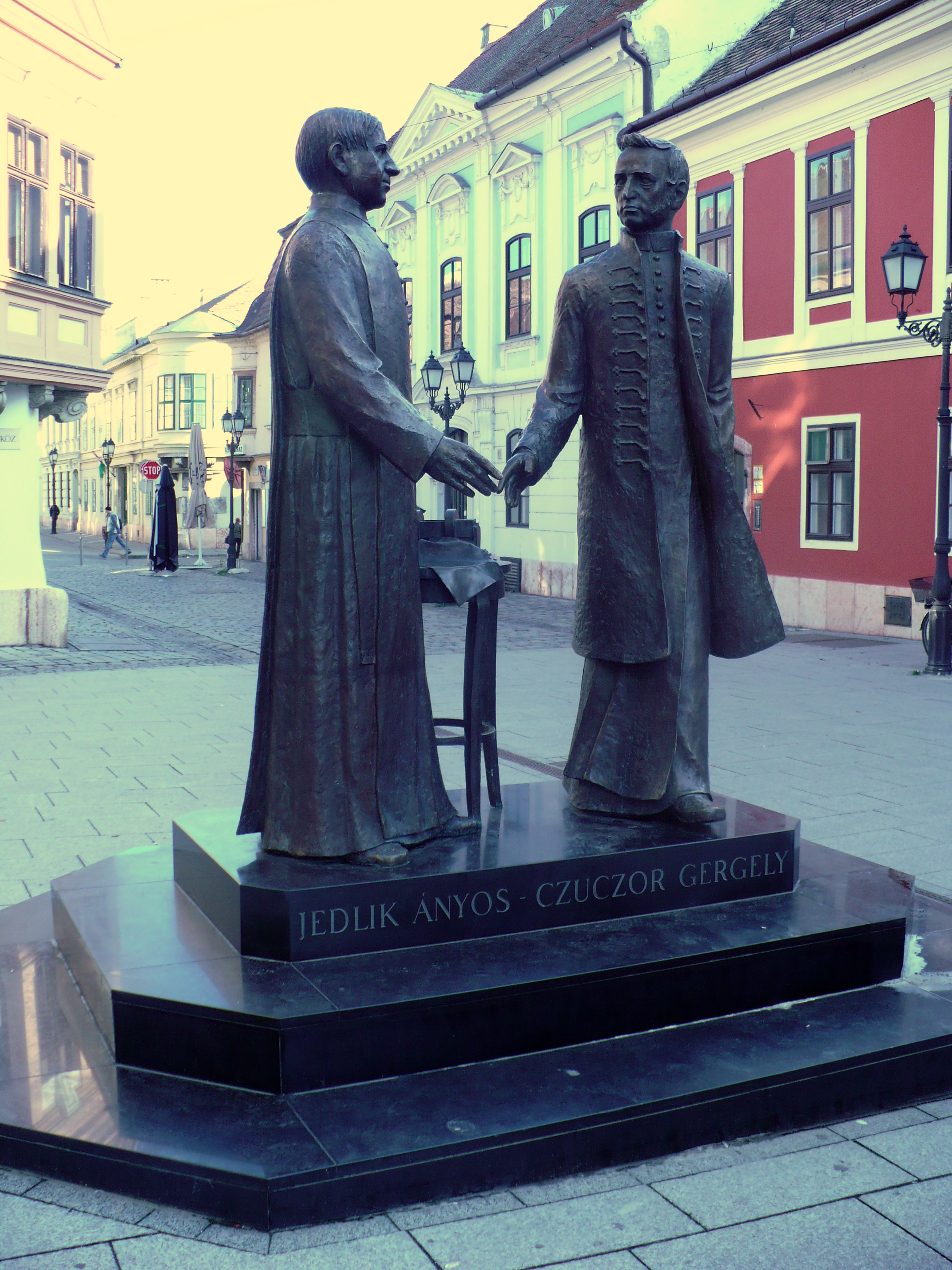
Czuczor Gergely és Jedlik Ányos szobra Győrött

Czuczor Gergely eredetileg István (Andód, 1800. december 17. – Pest, 1866. szeptember 9.) magyar bencés szerzetes, költő, nyelvtudós, a Magyar Tudományos Akadémia és a Kisfaludy Társaság tagja. Írói álneve Ete. Eredeti neve Czuczor István, a Gergely nevet rendi névként kapta. Jedlik Ányos természettudós unokatestvére.
Magas színvonalra fejlesztette a nemzeti eposz és a ballada műfajokat. Költőként a népdal formakészletének egyik legfontosabb elterjesztőjeként, hazafias versek szerzőjeként ismert. Czuczor Gergely sok verse népdallá vált. (Móser Zoltán művelődéstörténész kutatása alapján 84, háromszor annyi, mint ahány Petőfi Sándor-vers.)
Nyelvészként fő műve a hatkötetes mű, A magyar nyelv szótára (1862–1874, amelyet „a Czuczor–Fogarasi” néven emlegetnek, mert Czuczor halála után Fogarasi János fejezte be). Életében négy kötet jelent meg az összesen százhetvenezer szócikket kitevő munkának.
Az 1848-as forradalomban való részvételéért, illetve a forradalomra felhívó Riadó című verséért két évet kellett várfogságban töltenie. 
Kolerajárvány áldozata lett, mint három és fél évtizeddel korábban Kazinczy Ferenc.

## Pályája
Alacsony sorból emelkedett a 19. századi magyar irodalom egyik legjelentősebb alakjává. Apja Czuczor János, Károlyi József gróf jobbágya volt az Érsekújvárhoz közeli Andódon, igaz, a jobbágyok közt módos gazda. Anyja Szabó Anna volt. Gyermekkori élményei segítették, hogy a magyar népies költészet egyik előfutárává válhasson. A hazafias nevelés, amelyet kapott, a nemesi-nemzeti hősi epika úttörőjévé tette. „Sok népdalt és táncot ismert” – írta Czuczorról írt könyvében Móser.
A magyar mellett már fiatalon jól beszélt németül és szlovákul is (vegyes lakosságú területen született). Már kamaszkorában magyarul és latinul is verseket írt. Görögül is megtanult, és később tanította is a nyelvet.
Első gyermekéveit Érsekújvárott töltötte, a középiskolát Nyitrán kezdte, Esztergomban folytatta, majd 1814-től 1817-ig Pozsonyban végezte.
Apja katonának nevelte volna, ő azonban tanár akart lenni, és ehhez a papi hivatáson keresztül nyílt számára út. 1817. október 25-én jelentkezett Pannonhalmán bencés szerzetesnek unokatestvérével, Jedlik Istvánnal (későbbi rendi nevén Ányossal) együtt.
Miután kiállta az újoncévet, a rend győri főapátsági líceumában tanult bölcsészetet. A teológiát 1820-tól már Pesten kezdte el végezni a központi papnevelőben. Harmadéves korában azonban, 1823 tavaszán Pannonhalmára hívták vissza, mert betegeskedett – itt fejezte be a tanulást.
1824. szeptember 26-án felszentelték, és Győrött kezdett tanítani, előbb az alsó osztályokban, 1827–1828-ban a szónoklati osztályban. 1828-ban és 1829-ben a főapátsági líceumban a rendi növendékeket tanította magyar nyelvészetre és irodalomra. 1830-ban Komáromba helyezték át szónoklatot tanítani, 1832-ben a költészet tanára lett.
Augsburgi ütközet címen romantikus eposzt írt hexameterekben. (Elődei ebben a papköltő Pázmándi Horváth Endre, a Zirc emlékezete szerzője, illetve az erdélyi tanár, aranyosrákosi Székely Sándor). Az eposz, amelynek inkább hexameterei voltak figyelemreméltóak, mint szerkesztése, kéziratos formában felkeltette az akkor már költőkirálynak tartott Kisfaludy Károly érdeklődését. Az eposz 1824-ben megjelent az Auróra folyóiratban, és Czuczor ünnepelt költővé vált. Czuczort elődjének vallotta Vörösmarty Mihály, aki az eposz megjelenésekor már írta saját hasonló műfajú művét, a Zalán futását. (Czuczor pedig azon lelkendezett, mikor ez utóbbi mű megjelent, hogy valaki még jobbat írt nála. A két költő egymás barátja lett.)
Az eposz sikere ellenére Czuczor gyorsan felismerte, hogy a műfaj ideje lejárt, hexameteres elbeszélő költeményeket azonban továbbra is írt. (Ezek közül leghíresebb a Botond.)
1830-ban, amikor Kisfaludy meghalt, Czuczor Vörösmarty mellett már a romantikus epika legnevesebb alakja volt.
1831. március 17-én a frissen megalakult Magyar Tudós Társaság I. nagygyűlésén a nyelvtudományi osztály levelező tagjává választották. 1835. szeptember 12-én a leköszönő Döbrentei Gábor helyére Toldy Ferencet választották titkárnokká, Czuczor így megkapta Toldy megüresedő posztját, segédjegyzővé és levéltárnokká választották. Az ülés egyszersmind felkérte az elnököt, „hogy mivel az ujonan választott segédjegyző sz. Benedek rendbeli pap, annak elbocsáttatását a’ társaság’ nevében a’ fő apáthoz irandó levélben kieszközleni méltóztatnék.” A főapát engedelmével október 19-én Pestre költözött. 1836. szeptember 10-én akadémiai rendes tag lett a históriai osztályban, székfoglaló beszédét 1837. május 8-án tartotta Zrednai Vitéz János, némelly tekintettel Magyarország’ átalános állapotjára címmel. Még 1836. november 12-én a Kisfaludy Társaság is tagjává választotta. Czuczor alig foglalta el pesti hivatalát, máris támadások indultak ellene. Poetai Munkái első gyűjteményének 1836-os megjelenése után szerzeteshez méltatlan életmóddal és azzal vádolták meg, hogy paphoz nem illő verseket jelentetett meg. Hiába adott számot életéről és tevékenységéről a főapátnak, hiába védekezett az enyelgő költeményeit – „népdalait” – támadók ellen papköltő elődök példájával, hiába hivatkozott a cenzori engedélyre, a főkancellár eltávolíttatta Pestről.
Leköszönő levelét nyolcadik nagygyűlésén az akadémia sajnálattal fogadta, és jegyzőkönyvbe foglalta intézkedéseit: „az igazgatóság is sajnálattal vevén, vele minden tekintetben való teljes megelégedését jegyzőkönyvben is kifejeztetvén, lakhelye’ változása’ tekintetéből, őt a’ történetosztály’ vidéki harmadik helyére tette által”. Czuczort a történeti osztály vidéki rendes tagjai közé sorolta; azonban Kölcsey Ferenc halálával a kilencedik nagygyűlés saját kérésére ismét visszahelyezte a nyelvtudományi osztályba. 1837. június végén visszament tehát Pannonhalmára, ahol mint alkönyvtárnok és a gyűjtemények másodőre működött. 1838 végén Kovács Tamás főapát kinevezte a győri királyi akadémiában a magyar nyelv és irodalom tanárává, azonban két hónap múlva ezt az állását is el kellett hagynia, csak a szerzetesrend növendékeinek nyelvi és szónoklattani oktatását folytathatta. A Magyar Tudományos Akadémia 1844-ben elhatározta egy nagyszótár kiadását, és választása Czuczorra esett. Rimely Mihály János új főapátnak, és akadémiai köröknek a közbenjárásával sikerült visszavonatni a bécsi főkancellária tiltó rendelkezését, Czuczor 1845 májusban másodszor költözhetett Pestre, ahol ismét magánházban, de visszavonultan élt, és megkezdhette a szótár összeállítását.  
A szabadságharcban – betegségekkel küszködve és a szótár munkálatai közepette – nem tudott közéleti szerepet vállalni, de figyelemmel kísérte az eseményeket. A Riadó című versét 1848. december 21-én jelentette meg a Bajza József által szerkesztett Kossuth Hírlapja, amikor az osztrák csapatok már közeledtek Pest-Buda felé. Külön röplapon is megjelent, és Petőfi egyes verseihez hasonlóan a nép és a katonák közt terjesztett forradalmi indulóvá vált.

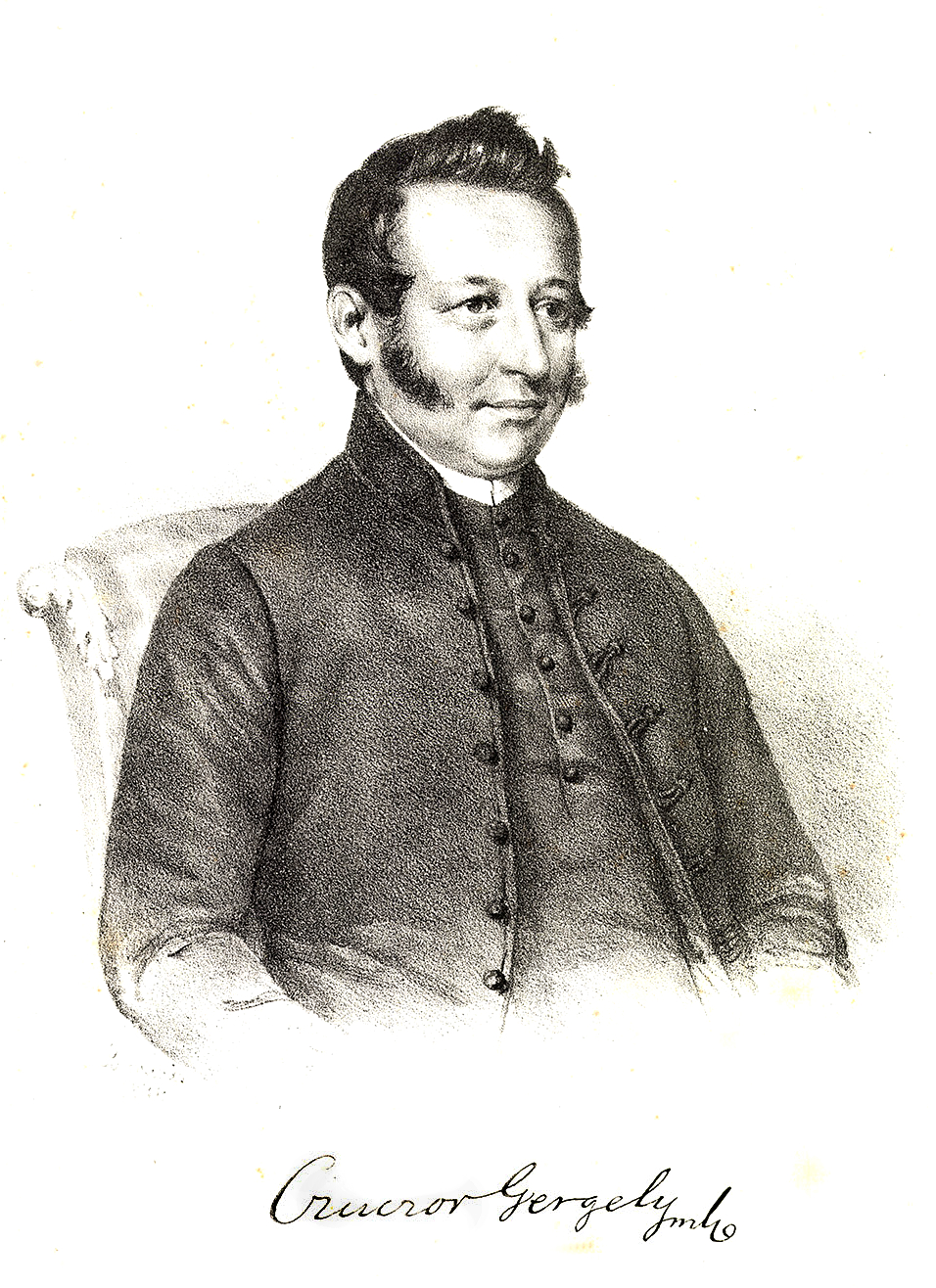
Czuczor Gergely

Riadó
Sikolt a harci síp: riadj magyar, riadj!
Csatára hí hazád, kifent acélt ragadj.
Villáma fesse a szabadság hajnalát,
S fürössze vérbe a zsarnokfaj bíborát.
   Él még a magyarok nagy istene,
   Jaj annak, ki feltámad ellene.
   Az isten is segít, ki bír velünk?
   Szabad népek valánk, s azok legyünk.
Nem kell zsarnok király! csatára magyarok,
Fejére vészhalál, ki reánk agyarog.
Ki rabbilincseket s igát kohol nekünk
Mi sárgafekete lelkébe tőrt verünk.
   Él még a magyarok nagy istene,
   Jaj annak, ki feltámad ellene.
   Az isten is segít, ki bír velünk?
   Szabad népek valánk, s azok legyünk.
A föld talpunk alatt, s fejünk felett az ég
Tanú legyen, hogy áll Árpád ős népe még,
S mely e szent földre hull, minden csepp honfi-vér,
Kiáltson égbe a bitorra bosszuért!
   Él még a magyarok nagy istene,
   Jaj annak, ki feltámad ellene.
   Az isten is segít, ki bír velünk?
   Szabad népek valánk, s azok legyünk.
Tiporva szent jogunk, szent harccal ójuk azt,
Pusztítsa fegyverünk a fejedelmi gazt,
A zsarnokok torán népek vigadjanak,
A nép csak úgy szabad, ha ők lebuktanak.
   Él még a magyarok nagy istene,
   Jaj annak, ki feltámad ellene.
   Az isten is segít, ki bír velünk?
   Szabad népek valánk, s azok legyünk.
Elé, elé, jertek, haramiahadak,
Kiket nemzetbakók reánk uszítanak,
Temetkezéstekűl, ti bősz szelindekek,
Helyet dögész vadak gyomrában leljetek.
   Él még a magyarok nagy istene,
   Jaj annak, ki feltámad ellene.
   Az isten is segít, ki bír velünk?
   Szabad népek valánk, s azok legyünk.
Szivünk elszánt keserv, markunk vasat szorít,
S csatára milliók imája bátorít,
Ó drága véreink, vagy élet vagy halál,
De szolganépre itt a zsarnok nem talál.
   Él még a magyarok nagy istene,
   Jaj annak, ki feltámad ellene.
   Az isten is segít, ki bír velünk?
   Szabad népek valánk, s azok legyünk.
Vitézek, őrhadak, fogjunk bucsúkezet,
Iszonytató legyen s döntő ez ütközet,
Ős áldomás gyanánt eresszünk drága vért,
Végső piros cseppig hadd folyjon a honért.
   Él még a magyarok nagy istene,
   Jaj annak, ki feltámad ellene.
   Az isten is segít, ki bír velünk?
   Szabad népek valánk, s azok legyünk.
Czuczort a Riadó című vers miatt először 1849. január 18-án fogták el a Pestet elfoglaló osztrákok. Windischgrätz azt javasolta a haditörvényszéknek, hogy ítéljék halálra. A herceg elutasította az Akadémia elnökének és a pannonhalmi főapátnak a kegyelmi kérvényét is, a haditörvényszék február 1-jén hatévi vasban letöltendő várfogságra ítélte. Ezt azonban Teleki József gróf akadémiai elnök közbenjárására Windischgrätz herceg február 14-én annyiban enyhítette, hogy rabsága helyéül a budai várat tűzte ki, ahol folytatni tudta a szótár szerkesztését. Budai fogsága május 21-ig tartott, amikor a magyar sereg a várat bevette, és Czuczor is kiszabadult.
Romló egészségi állapota miatt a Balaton melletti tihanyi bencés apátságba vonult; miután pedig a császáriak Pestet újra elfoglalták, báró Kempen altábornagynál önként jelentkezett, aki őt a pesti ferencesek zárdájában internálta. 1850. február 15-én Haynau utasítására először az Újépületbe szállították, majd március 8-án Budára, 28-án Bécsbe vitették, ahonnan április 10-én Kufstein várába szállították át. Itt az emberséges Bedcsula várparancsnok rendelkezésére külön cellát kapott, és irodalmi tevékenységét is folytathatta. Fogsága első idejében a breviarium himnuszait fordította le, melyek elvesztek; itt fordította Christoph von Schmid bibliai történeteit és Publius Cornelius Tacitus Germaniáját is.
Közel másfél év után, 1851. május 22-én, a Magyar Tudományos Akadémia közbenjárására szabadult. Bilincseit megvásárolta, szótári jegyzeteit és Tacitus-fordítását megőrizte, így költözött vissza Pestre, ahol a Múzeum körút 26. alatti házban a szótáron dolgozott.

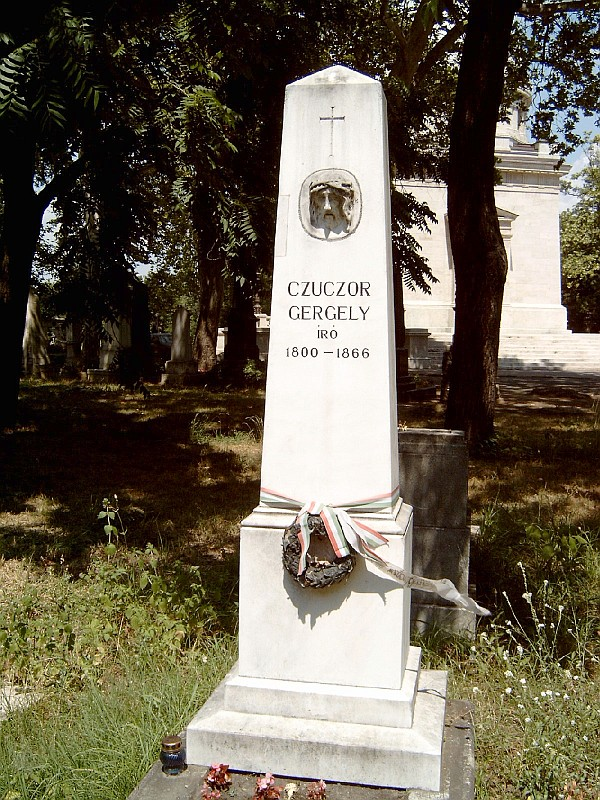
Czuczor Gergely sírja Budapesten. Kerepesi temető: 29/1-2-10.

Papi kötelezettségeinek eleget tett, vasárnaponként misézett, eljárt az Akadémia üléseire is. Időnként látogatta a Nemzeti Színházat, melynek drámabírálója volt, kijárt az Orczy-parkba, napjai nagy részét a szótár szerkesztése töltötte be. 1866. szeptember 9-én váratlanul gyorsasággal kolerában halt meg. A Magyar Tudományos Akadémián 1868. március 21-én Toldy Ferenc tartotta fölötte az emlékbeszédet.

## Nyelvészeti munkássága
Az 1830-as évek elején, tényleges tevékenységének megindulásakor a Magyar Tudós Társaság egy „lehetőségig teljes szótár” elkészítéséről határozott, amely magába sűrítette volna az értelmező, a történeti, a táj- és szaknyelvi, valamint az etimológiai szótári sajátosságokat. A szótár előmunkálataként meginduló szógyűjtésbe az I. nagygyűlésen levelező taggá választott, akkor Komáromban tanító Czuczor is bekapcsolódott. Az 1832-es II. nagygyűlés beszámolója szerint „Czuczor Gergely a’ neki osztott történetirókból ide tartozó műszógyüjteményt, valamint a’ komáromi magyar mesteremberek ’s a’ dunamalmok körül divatozó elnevezéseket” adott be.
1836 szeptemberében fogadta el a Tudós Társaság a szótár kidolgozásának tervét, amely szerint a szavak gyűjtését és az „egyes szavak kidolgozását” párhuzamosan képzelte el, a „magyarázó rész” írását tulajdonképpen szerkesztői irányítás és ellenőrzés nélkül. Erre utalnak később szótáruk Előbeszédében Czuczor és Fogarasi: „Az utasítás a tagok számára 1840-ben kinyomatott és a tagok az Akadémia zsebszótára fonalán munkálataikat osztályonként meg is kezdették. Egykét évi tapasztalás az időnként befolyt mutatványok és eléadások nyomán azon meggyőződést kelté, miszerént minden egyes tag saját nyelvtudományi elveiből és készültségéből indúlván ki, az egyes czikkek sokszor a legkülönbözőbb és eltérőbb nézeteket tünteték elé[.] Mely eljárás ha folytattaték, a szótár csupa vegyes nyelvnézeti elemeket tartalmazandó vala.” Ilyen előzmények után egy szűkebb előkészítő bizottság javaslata szerint 1844-ben döntött a Tudós Társaság XV. nagygyűlése a munka jellegéről, a hozzá kapcsolódó feladatokról, s arról, hogy a „közvetlen szerkesztéssel” Czuczor Gergelyt, „az ellenőrző vizsgálattal” Fogarasi János rendes tagokat bízza meg. A szótár fő feladatát magyar nyelvű értelmezések elkészítésében látták: a „szótár a’ nyelvet annak nyelvtani és lexicographiai jelen állapotja szerint adván vissza, mellőzni fogja annak belső történetét, a’ származtatást és nyelvhasonlítást”. A bizottság javaslata szerint a szerkesztőnek az addig elkészült „értelmezési dolgozatokat” fel kellett használnia, s azzal is a szerkesztőt bízta meg, hogy az eddig megjelent forrásszótárak címszavain túl szavakat válogasson a szótár számára. Az utolsó kötetben megjelent, Fogarasi által jegyzett és az Akadémia előtt beszámolóként felolvasott Végszóból is kiderül azonban, hogy az előzetes szándéktól eltérően szófejtés és szóhasonlítás mégis került a szótárba.
Ennek ellenére elmondható, hogy a szótár elsősorban értelmező szótár, a szerzők legfőbb feladatuknak az értelmezést látták, a szavak „tulajdon” jelentése mellett átvitt jelentéseik feltárását, megtámogatva az értelmezést példaanyaggal is. A szerkesztésben döntő szerepe volt Czuczor Gergelynek. Az Előbeszédben a szótári ábrázolás belső elrendezését tükröző fejezetcímek átgondolt, a maguk korában korszerű szerkesztési koncepciót mutatnak: A szótár képzete. A szótárba tartozó egyes szókról. A szók grammaticai természetének kifejtése. A szók értelmének meghatározása. A szószármaztatásról. A szótári rövidségről.
A kézirat első változata még Czuczor életében elkészült, s a szerzők, számolva a realitásokkal, előrehaladott életkorukkal és a munka nagyságával, annak ellenére a szótár kinyomtatásának megkezdését erőltették az Akadémiánál, hogy világosan látták, a nyelvtudomány eredményei akár az újraszerkesztés mellett is érvül szolgálhatnának. 1862-ben elindult a szótár megjelentetése, de egyszersmind arról is döntés született, hogy a kiadás ne egyben, hanem részletekre bontva történjék, s közben a szerzők folyamatosan dolgozzanak a kézirat kiegészítésén, javításán. A szótárhoz kiegészítést is terveztek. E munka dandárjában, a negyedik kötet megjelenése előtt halt meg váratlanul Czuczor Gergely, a további kötetek kiadásának előkészítését Fogarasi Jánosnak egyedül kellett elvégeznie.
A szótár ugyan nem tudta betölteni a nagyszótári várakozásokat, és nem tette fölöslegessé a nagyszótári munkálatok 19. század végi újraindítását, Czuczor Gergelyék koncepciója és a megvalósított szemantikai elemzés – az etimológiák és a szórokonítási kísérletek esetleges gyengeségei ellenére is – a magyar értelmezőszótár-írás úttörő jelentőségű munkájává teszik A magyar nyelv szótárát. Az elkészült hat kötet a maga több mint 110 ezer szócikkével reprezentatív képet ad a 19. század közepének irodalmi és köznyelvéről.

## Emlékezete
1875. június 6-án Czuczor szülőházát Andódon márvány emléktáblával jelölték meg, mely alkalmat Érsekújvár városa irodalmi ünnepéllyé és népünneppé emelte; ezen az ünnepen a Magyar Tudományos Akadémia és a Kisfaludy Társaság is küldöttséggel képviseltette magát.
Nevét viseli a győri bencés gimnázium és az érsekújvári magyar tannyelvű alapiskola. 
Szintén nevét viseli a Felső-Krisztinavárosi 314. számú, valamint az érsekújvári (Nové Zámky) 7. számú Czuczor Gergely Cserkészcsapat.
Győrben 2000 óta szoborpáros őrzi a két tudós bencés, Czuczor Gergely és Jedlik Ányos emlékét.

## Művei
- Aradi gyűlés. Hősköltemény. Kiadta Toldy Ferenc. Pest: Eggenberger-Müller. 1828
- Hunyadi János viselt dolgai Engel és Fesslerből; Buda, A Magyar Királyi Egyetem betűivel. 1832 Online
- Czuczor Gergely poetai munkái 1–3. Buda: A Magyar Királyi Egyetem betűivel. 1836
- Cornelius Nepos fennmaradt minden munkái. Fordította, jegyzetekkel [ellátta] Czuczor Gergely. Az eredeti szöveggel, Corn. Nepos életével, az általa megírt dolgok időrendi tábláival, történeti mutatóval s abroszokkal bővítve kiadá D. Schedel Ferenc. Buda: A Magyar Királyi Egyetem betűivel. 1841. 2. kiadás: Pest: Eggenberger. 1843. 3. kiadás: Pest: Eggenberger. 1863
- Jared Sparks: Washington élete. Sparks után szabadon dolgozta Czuczor Gergely. Pest: Hartleben. 1845 (Történeti Könyvtár)
- C[aius] Corn[elius] Tacitus könyve Germania helyzete, erkölcsei és népeiről. Fordította Czuczor Gergely. Pest: Emich. 1851
- Czuczor népies költeményei. Öszveszedte és kiadta Friebeisz István. Pest: Müller Emil Könyvnyomdája. 1854
- La Fontaine: Mesék 1–2. Francia után ujra szerkesztette Czuczor Gergely. [Fordította Lovász Imre.] Pest: Heckenast. 1856–1857 (Heckenast Gusztáv képes kiadása 5.)
- Czuczor költeményei 1–3. A költő arcképével és életrajzával. Pest: Heckenast. 1858
- Czuczor Gergely–Fogarasi János: A magyar nyelv szótára, 1–6. 1–4. kötet Pest: Emich 1862–1867; 5. kötet Pest: Athenaeum. 1870;  6. kötet Budapest: Athenaeum. 1874 (Hasonmás kiadás: Miskolc: Miskolci Bölcsész Egyesület. 1999–2013. Elektronikus kiadás: Budapest: Arcanum. 2003. ISBN 9639374768 Online
- Quintus Horatius Flaccus: A költészetről. Levél a Pisókhoz. Fordította Czuczor Gergely Budapest: Franklin. 1877 (Olcsó Könyvtár)
- Czuczor Gergely hőskölteményei és meséi. Budapest: Franklin. 1886 (Olcsó könyvtár)
- Botond. Regényes költői elbeszélés. Magyarázta Vozári Gyula. Budapest: Franklin. 1888 (Jeles Írók Iskolai Tára)
- Paprikás versek. A magyar nép épülésére. Budapest: Szent István Társulat. 1896 (Népiratkák)
- Czuczor Gergely összes költői művei 1–3. Életrajzzal és jegyzetekkel ellátva sajtó alá rendezte Zoltvány Irén. Budapest: Franklin Társulat. 1899
- Czuczor Gergely válogatott költeményei.  Az ifjuság számára összeválogatta Gaál Mózes. Czuczor Gergely életrajzával. Budapest: Lampel. 1904 (Kis Könyvtár)
- Czuczor Gergely munkái. Költemények. Lányi József bevezetésével. Budapest: Franklin Társulat. 1928 (Élő Könyvek. Magyar Klasszikusok)
- Czuczor Gergely válogatott munkái. Összeállította és előszóval ellátta Kerecsényi Dezső. Budapest: Magyar Népművelők Társasága. 1942 (Magyar Klasszikusok)
- Szabad népek valánk, s azok leszünk. Összeállította, utószó Révész Bertalan. Dunaszerdahely: Lilium Aurum. 1999
- Hősköltemények, románcok, balladák, legendák. Válogatta, prózai ismertetőkkel és jegyzetekkel ellátta Vágvölgyi Szilárd. Komárom: KT Lap- és Könyvkiadó Kft. 2002 (Közkincseink)
- Etimológiák, szóelemzések a Czuczor–Fogarasi-szótárból. Összeállította Jankovicsné Tálas Anikó, előszó Simoncsics Péter. Budapest: Tinta Könyvkiadó. 2010
- Bölcs tanácsok. 4000 közmondás, szólás a Czuczor–Fogarasi-szótárból. Összeállította Kiss Gábor és Kiss Bernadett. Budapest: Tinta Könyvkiadó. 2014 (Az ékesszólás kiskönyvtára)

## Származása
| Czuczor Gergely, szül. Czuczor István (Andód, 1800. dec. 17.– Pest, 1866. szept. 9.) költő, nyelvész | Apja: Czuczor János (Andód, 1772. jún. 19. – Érsekújvár, 1829. aug. 31.)       | Apai nagyapja: Czuczor Miklós (Andód, 1731. okt. 8. – Andód, 1785. aug. 9.)          | Apai nagyapai dédapja: Czuczor István (Andód, 1703. jan. 11. – Érsekújvár, 1772. jún. 20.)       |
| Czuczor Gergely, szül. Czuczor István (Andód, 1800. dec. 17.– Pest, 1866. szept. 9.) költő, nyelvész | Apja: Czuczor János (Andód, 1772. jún. 19. – Érsekújvár, 1829. aug. 31.)       | Apai nagyapja: Czuczor Miklós (Andód, 1731. okt. 8. – Andód, 1785. aug. 9.)          | Apai nagyapai dédanyja: Tóth Erzsébet                                                            |
| Czuczor Gergely, szül. Czuczor István (Andód, 1800. dec. 17.– Pest, 1866. szept. 9.) költő, nyelvész | Apja: Czuczor János (Andód, 1772. jún. 19. – Érsekújvár, 1829. aug. 31.)       | Apai nagyanyja: Sóky Ilona (Érsekújvár, 1734. jan. 30. – Andód, 1789. aug. 13.)      | Apai nagyanyai dédapja: Sóky Mihály (Érsekújvár, 1698. szept. 25. – Érsekújvár, 1758. márc. 10.) |
| Czuczor Gergely, szül. Czuczor István (Andód, 1800. dec. 17.– Pest, 1866. szept. 9.) költő, nyelvész | Apja: Czuczor János (Andód, 1772. jún. 19. – Érsekújvár, 1829. aug. 31.)       | Apai nagyanyja: Sóky Ilona (Érsekújvár, 1734. jan. 30. – Andód, 1789. aug. 13.)      | Apai nagyanyai dédanyja: Szabó Anna Ilona (Érsekújvár, 1698 körül – Érsekújvár, 1788. máj. 19.)  |
| Czuczor Gergely, szül. Czuczor István (Andód, 1800. dec. 17.– Pest, 1866. szept. 9.) költő, nyelvész | Anyja: negyedi Szabó Anna (Szémő, 1779. okt. 13. – Érsekújvár, 1840. feb. 13.) | Anyai nagyapja: Szabó József (Szémő, 1756 – Szémő, 1812. okt. 25.)                   |                                                                                                  |
| Czuczor Gergely, szül. Czuczor István (Andód, 1800. dec. 17.– Pest, 1866. szept. 9.) költő, nyelvész | Anyja: negyedi Szabó Anna (Szémő, 1779. okt. 13. – Érsekújvár, 1840. feb. 13.) | Anyai nagyapja: Szabó József (Szémő, 1756 – Szémő, 1812. okt. 25.)                   |                                                                                                  |
| Czuczor Gergely, szül. Czuczor István (Andód, 1800. dec. 17.– Pest, 1866. szept. 9.) költő, nyelvész | Anyja: negyedi Szabó Anna (Szémő, 1779. okt. 13. – Érsekújvár, 1840. feb. 13.) | Anyai nagyanyja: negyedi Szabó Mária Erzsébet (Negyed, 1755 – Szémő, 1825. máj. 17.) | Anyai nagyanyai dédapja: negyedi Szabó István (Taksony, 1686 – Negyed, 1755)                     |
| Czuczor Gergely, szül. Czuczor István (Andód, 1800. dec. 17.– Pest, 1866. szept. 9.) költő, nyelvész | Anyja: negyedi Szabó Anna (Szémő, 1779. okt. 13. – Érsekújvár, 1840. feb. 13.) | Anyai nagyanyja: negyedi Szabó Mária Erzsébet (Negyed, 1755 – Szémő, 1825. máj. 17.) | Anyai nagyanyai dédanyja: negyedi Takács Erzsébet                                                |